# 奥太一郎
奥 太一郎（おく たいちろう、1870年6月21日又は20日（明治3年5月23日又は22日） - 1928年（昭和3年）10月13日）は、戦前日本の教師。碓氷英学校教頭、北越学館教授、東北学院教授、岡山県津山尋常中学校教諭、第五高等学校教授、活水女学校教頭、日本女子大学校教授。五高時代に夏目漱石と同僚となり、生涯交流した。

## 経歴

### 修学と就職
明治3年（1870年）5月23日又は22日、京都に岩倉具視家臣奥輝太郎の次男として生まれた。原籍は東京府京橋区松屋町三丁目17番地。生地は水戸とする説もある。
1882年（明治15年）12月下京区公立永松小学校中等科全課を卒業し、1883年（明治16年）1月私立明倫館に入学して漢文学を学んだ。9月岩倉具視の勧めで私立同志社学院に転じ、普通学を学んだ。
1888年（明治21年）6月同志社学院英語普通科を卒業後、10月群馬県碓氷郡原市町私立碓氷英学校教頭となり、英語・数学を教えた。1890年（明治23年）3月碓氷英学校を退職し、4月同志社時代の先輩麻生正蔵の招きで新潟市私立北越学館教授となり、英語・数学・経済学を教えた。1892年（明治25年）3月北越学館を退職し、4月から仙台市私立東北学院教授として英語・歴史・社会学等を教えた。

### 帝国大学入学

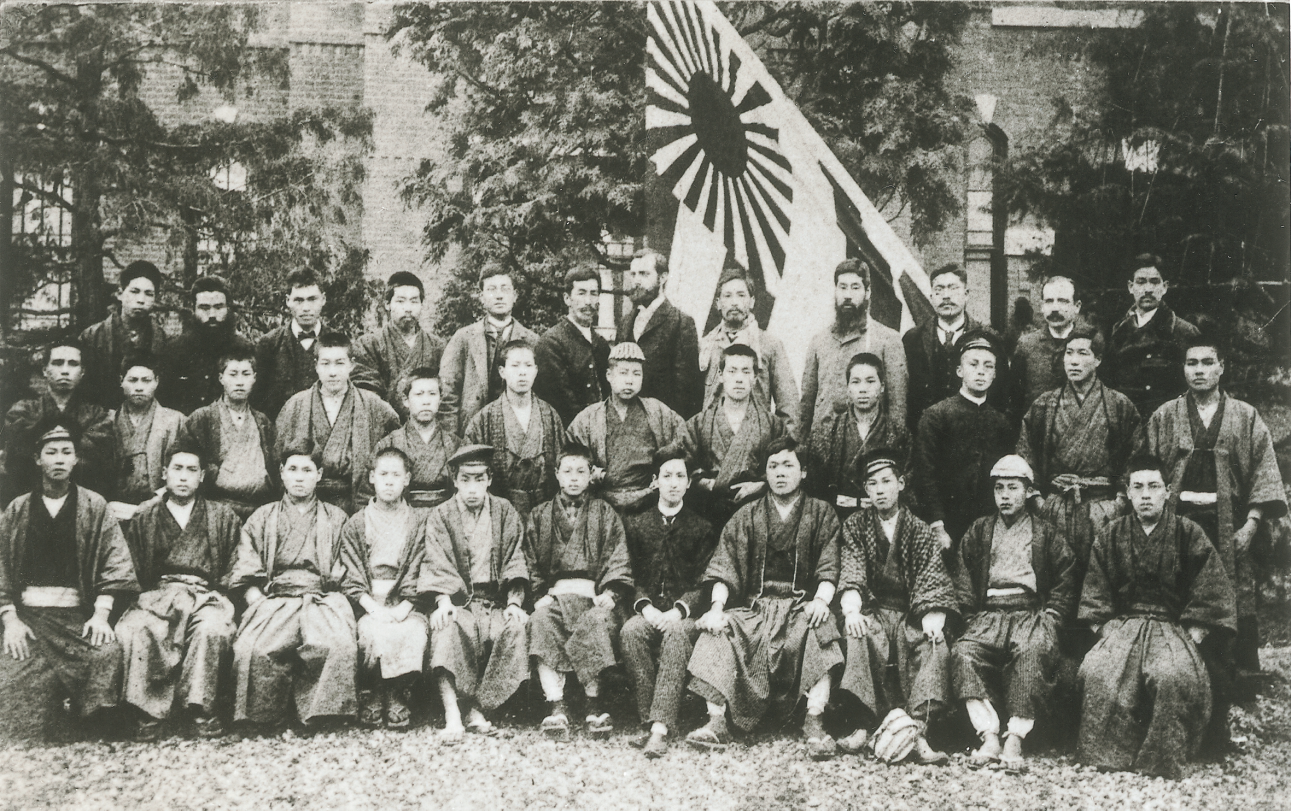
明治26（1893年）3月東北学院での送別記念写真。前列右から5人目が太一郎、3人目は押川春浪。

1893年（明治26年）3月東北学院を退職し、9月帝国大学文科大学哲学科に入学、選科生としてラファエル・フォン・ケーベルに哲学・美学、黒川真頼に国文学、島田重礼・田中義成に漢文学、神田乃武にラテン語、オーガスタス・ウッドに英語、カール・フローレンツにドイツ語、ルートヴィヒ・リースに史学、飯島魁に力物学、中島力造に論理学、外山正一に社会学、元良勇次郎に心理学、野尻精一に教育学、榊俶に精神病論を学んだ。
1896年（明治29年）6月10日尋常中学校・高等女学校・尋常師範学校英語科教員免許を取得し、20日岡山県津山尋常中学校雇教員、7月29日教諭となった。12月1日尋常中学校倫理科、高等女学校修身科・教育科、尋常師範学校修身科・教育科教員免許を取得し、1897年（明治30年）5月25日卒業した。

### 五高時代

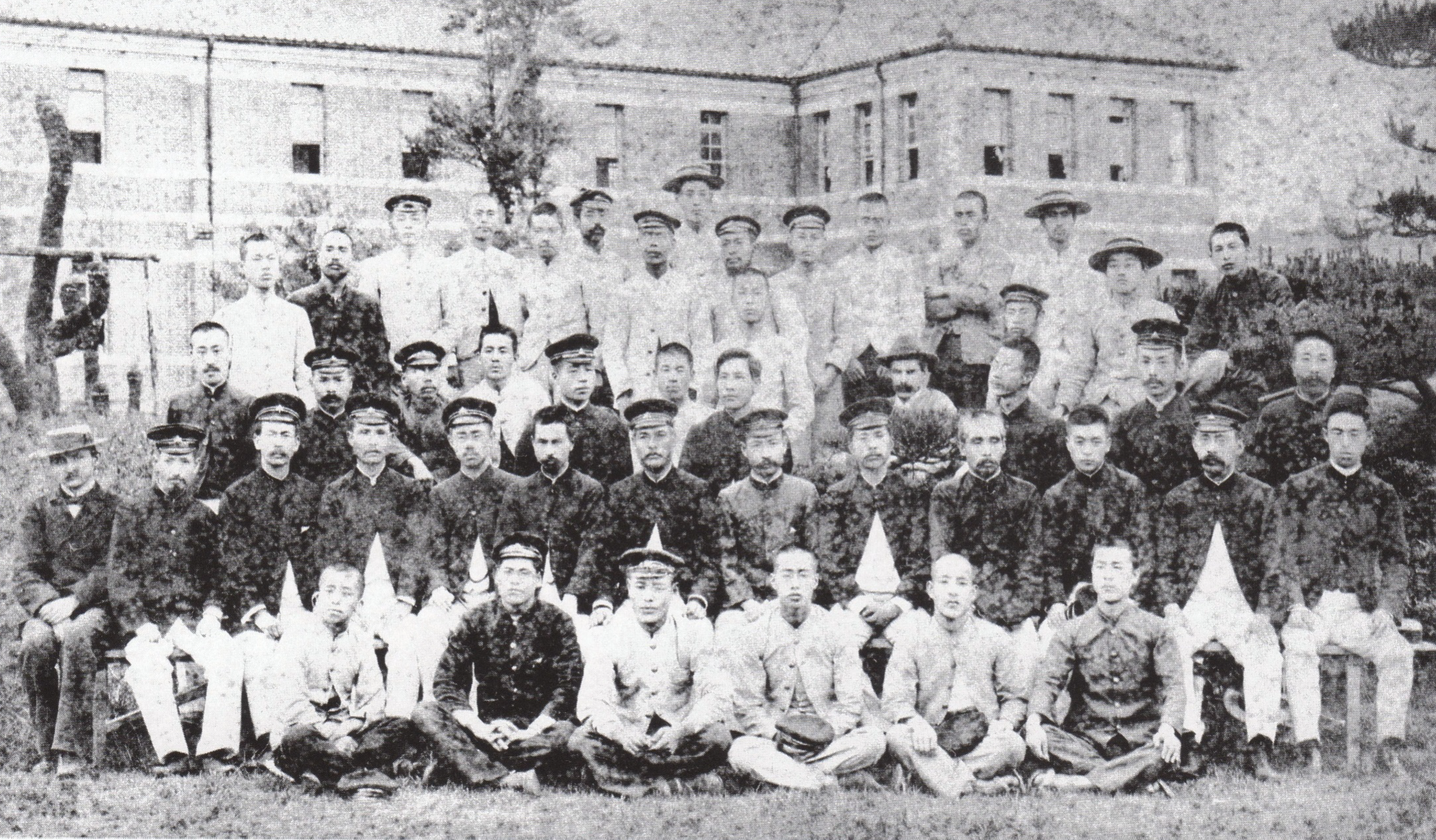
1900年（明治33年）5月の五高教授陣と生徒。第2列右から6人目が夏目漱石、7人目が櫻井房記校長、9人目が小島伊佐美、12人目が太一郎。第3列右から5人目が遠山参良。

1898年（明治31年）津山中学時代の校長菊池謙二郎（当時、千葉中学校校長）と帝国大学時代の教師神田乃武の推薦により第五高等学校英語科教師夏目漱石から赤木通弘の後任を要請され、3月18日一度断ったものの、再度の要請を承諾し、1898年（明治31年）3月31日津山中学校を退職し、4月4日五高英語科講師を嘱託された。10月11日教授、1899年（明治32年）9月19日工学部英語科主任、12月16日舎監心得となり、1900年（明治33年）1月22日舎監を兼任した。同僚に漱石のほか、漱石、正岡子規、菊池謙二郎等の共通の友人の、神谷豊太郎、山川信次郎等。
1901年（明治34年）2月27日から3月8日大分県中津中学校、福岡県福岡工業学校・修猷館、長崎県玖島学館・五高医学部・長崎中学校・私立鎮西学館・私立活水女学校、佐賀県第一中学校、福岡県明善校・伝習館を視察した。
1903年（明治36年）10月16日大学予科評議員、11月16日大学予科担任（舎監）となり、1907年（明治40年）6月15日五高生徒監を兼任、1910年（明治43年）9月15日生徒課主任となった。

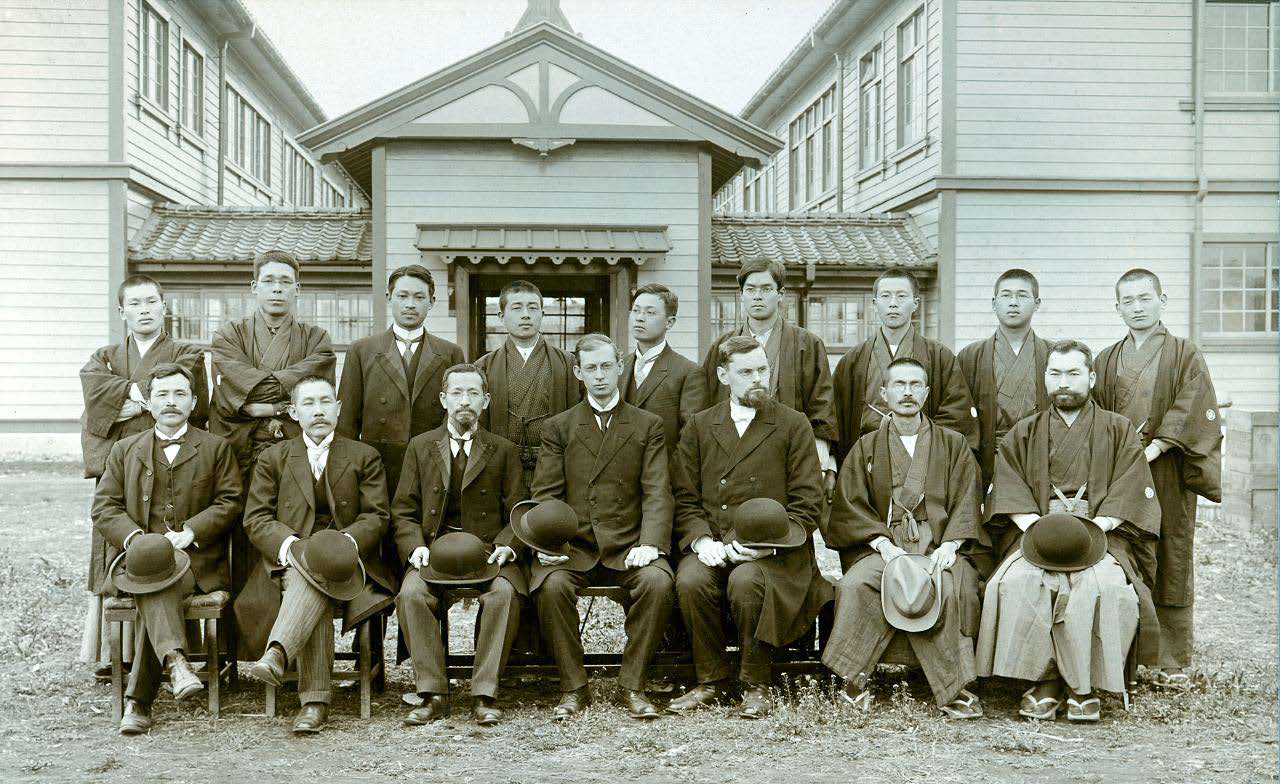
1911年（明治44年）九州学院寄宿舎入口前の神学部教授陣と神学生。前列左から2人目が遠山参良、3人目が太一郎。

1911年（明治44年）五高の同僚遠山参良が開校した九州学院予科で非常勤として心理学・論理学を教えた。1913年（大正2年）3月17日五高生徒監、3月20日生徒課主任を辞職し、1914年（大正3年）2月6日五高を退職した。

### 私学へ
1914年（大正3年）2月20日長崎市私立活水女学校教頭となり、英語・修身・教育学を教えたほか、財団法人活水女学財団理事に就任、1919年（大正8年）3月13日活水女子専門学校を設立し、4月同校教授を兼任した。
1920年（大正9年）8月31日両校を退職し、9月再び遠山参良に招かれて九州学院教頭となり、キリスト教修身・英語を教えたほか、神学部で英文学を教えた。
1923年（大正12年）3月九州学院を退職し、5月北越学館時代の同僚麻生正蔵の招きで東京日本女子大学校教授となり、附属高等女学校でも教えた。1928年（昭和3年）10月13日日本女子大に在職のまま59歳で死去した。

## 人物

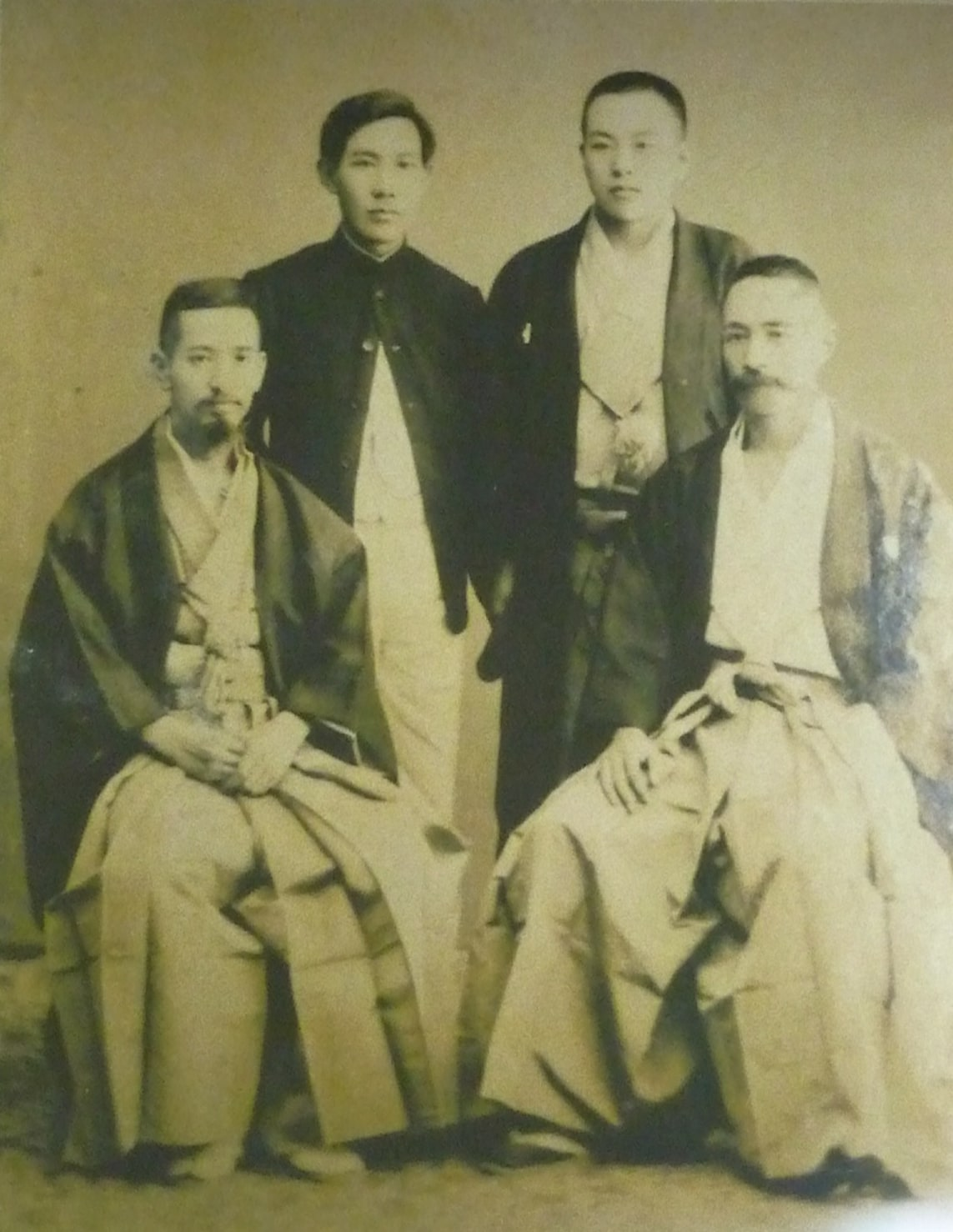
1900年（明治33年）7月頃夏目漱石のイギリス留学に当たり熊本市重富写真館で撮影した送別写真。前列右が漱石、左が太一郎、後列左が遠山参良、右は五高生徒木村鎮太か。

幼くして兄奥亀太郎と共にキリスト教に親しみ、日曜学校に通った。九州学院時代は日本福音ルーテル教会熊本教会に所属したが、1921年（大正10年）2月24日熊本教会から九州学院教会が分離すると、同教会に移籍した。日本女子大時代は日本福音ルーテル教会東京教会に所属した。哲学ではエマーソンを愛読した。
五高では激務として敬遠される舎監等の役職を引き受け、1910年（明治43年）4月15日には12年間無欠勤の賞状を受けるなど、勤勉・律儀な人物で、漱石にも「真面目な人」と評され、「舎監抔は一日も致すべきものに無之と存候」と感心されている。他方、五高や日本女子大の生徒にとっては印象の薄い存在だったと見られ、漱石の作品にも大きな影響を認められないが、そのような不干渉な性格が漱石との仲を長続きさせたとも考えられる。
五高時代、しばしば同僚と旅行に出かけた。1897年（明治30年）5-6月又は8月、新任木村邦彦歓迎のため狩野亨吉・山川信次郎・夏目漱石と小天温泉へ旅行し、湯ノ浦の前田案山子別荘に立ち寄り、次女前田卓子の案内で岩戸観音・鼓ヶ滝等を観光した。1899年（明治32年）1月1日には漱石と2人で耶馬渓旅行に発ち、小倉・宇佐八幡宮・羅漢寺・口の林・耶馬渓・守実・大石峠・日田・吉井・山川追分を巡った。1900年（明治33年）1月の冬期休暇には漱石・小島伊佐美と日奈久温泉に旅行した。
漱石とは謡の稽古を通じても交流した。ある日、漱石が妻鏡子に自身の謡い声を冷やかされた際、漱石は「奥のをきいてみろ。お湯の中で屁が浮いたやうなひょろひょろ声を出すんだから、あれからみれば」と応じた。後日、奥が漱石宅で謡を披露すると、実際に「まったく珍妙な謡ひ声」だったため、入浴中の鏡子や台所の女中は笑いを堪えるのに苦労したという。

## 栄典
- 1898年（明治31年）12月10日 従七位[5]
- 1900年（明治33年）2月20日 正七位[5]
- 1903年（明治36年）4月20日 従六位[5]
- 1906年（明治39年）12月27日 正六位[5]
- 1910年（明治43年）12月26日 勲六等瑞宝章[5]
- 1911年（明治44年）3月20日 従五位[5]
- 1914年（大正3年）2月6日 正五位[5]

## 親族
- 父：奥輝太郎 – 旧名は石川数馬。岩倉具視家臣。明治維新期は東京・京都を往復していたと思われる。1885年（明治18年）1月洗礼を受け、京都四条教会に入会した[23]。
- 母 - まつ又は美恵[23]
- 兄：奥亀太郎 – まつの子。日本組合基督教会伝道師、京都市立第一商業学校教諭[23]。
- 弟：伊庭菊次郎 – 美恵の子。1909年（明治42年）茨城県立水戸中学校教諭兼舎監、学校長事務取扱は奥太一郎の津山尋常中学校時代の校長菊池謙二郎[24]。1911年（明治44年）梅花女学校校長[25]。梅花学園名誉学園長[3]。
- 妻：奥きく子（キク、菊子） - 菅沼安隆と徳富蘇峰・蘆花長姉常子の娘。熊本女学校舎監。1899年（明治32年）7月結婚[17]。
- 娘：中川輝子 – 戦後東京吉祥寺に在住[26]。